# Твіржанська сільська рада
| Твіржанська сільська рада — колишній орган місцевого самоврядування у Мостиському районі Львівської області з адміністративним центром у с. Твіржа. Історична дата утворення: в 1939 році. Водоймища на території, підпорядкованій даній раді: річка Вішенька. Сільській раді підпорядковані населені пункти: - с. Твіржа - с. Вуйковичі - с. Завадів - с. Слабаш - с. Хоросниця |

## Склад ради
Рада складається з 16 депутатів та голови.

### Керівний склад ради
| ПІБ                    | Основні відомості                                                                              | Дата обрання | Дата звільнення |
| ---------------------- | ---------------------------------------------------------------------------------------------- | ------------ | --------------- |
| Гнатів Ігор Михайлович | Сільський голова, 1952 року народження, освіта, безпартійний                                   | 26.03.2006   | 31.10.2010      |
| Гнатів Ігор Михайлович | Сільський голова, 1952 року народження, освіта вища, член Всеукраїнського об'єднання «Свобода» | 31.10.2010   |                 |

Примітка: таблиця складена за даними джерела